# Tiszabezdéd, Szabolcs-Szatmár-Bereg
Tiszabezdéd  este un sat în districtul Záhony, județul Szabolcs-Szatmár-Bereg, Ungaria, având o populație de 1.987 de locuitori (2011). 

## Demografie
Componența etnică a satului Tiszabezdéd
     Maghiari (80,55%)
     Romi (18,89%)
     Alții (0,56%)
Componența confesională a satului Tiszabezdéd
     Reformați (53,2%)
     Romano-catolici (13,24%)
     Greco-catolici (6,79%)
     Fără religie (4,68%)
     Necunoscută (22,09%)
     Alte religii (1,36%)
Conform recensământului din 2011, satul Tiszabezdéd avea 1.987 de locuitori. Din punct de vedere etnic, majoritatea locuitorilor (80,55%) erau maghiari, cu o minoritate de romi (18,89%).  Din punct de vedere confesional, majoritatea locuitorilor (53,2%) erau reformați, existând și minorități de romano-catolici (13,24%), greco-catolici (6,79%) și persoane fără religie (4,68%). Pentru 22,09% din locuitori nu este cunoscută apartenența confesională.